# Gamtoos
Le Gamtoos est un fleuve sud-africain. Long de 645 km, il se jette dans l'océan Indien.

## Géographie
Le Gamtoos est formé par la confluence de deux rivières, la Groot et la Kouga. Après 645 km, le fleuve se jette dans l'océan Indien entre Port Elizabeth et Jeffreys Bay.
Le bassin versant du Gamtoos couvre 34 635 km2. Bien que les précipitations soient faibles, il apporte une irrigation suffisante dans la culture des oranges, du tabac, des agrumes des fruits et des légumes. Les villes de Hankey , la plus ancienne ville située dans la vallée du fleuve Gamtoos, et Patensie sont situées dans le bassin inférieur. Plus à l'intérieur des terres on rencontre les villes de Steytlerville, Joubertina, Uniondale, Willowmore et Murraysburg].
Les affluents du Gamtoos sont les rivières : Loerie, Klein, Hol, Groot et Kouga.

## Histoire

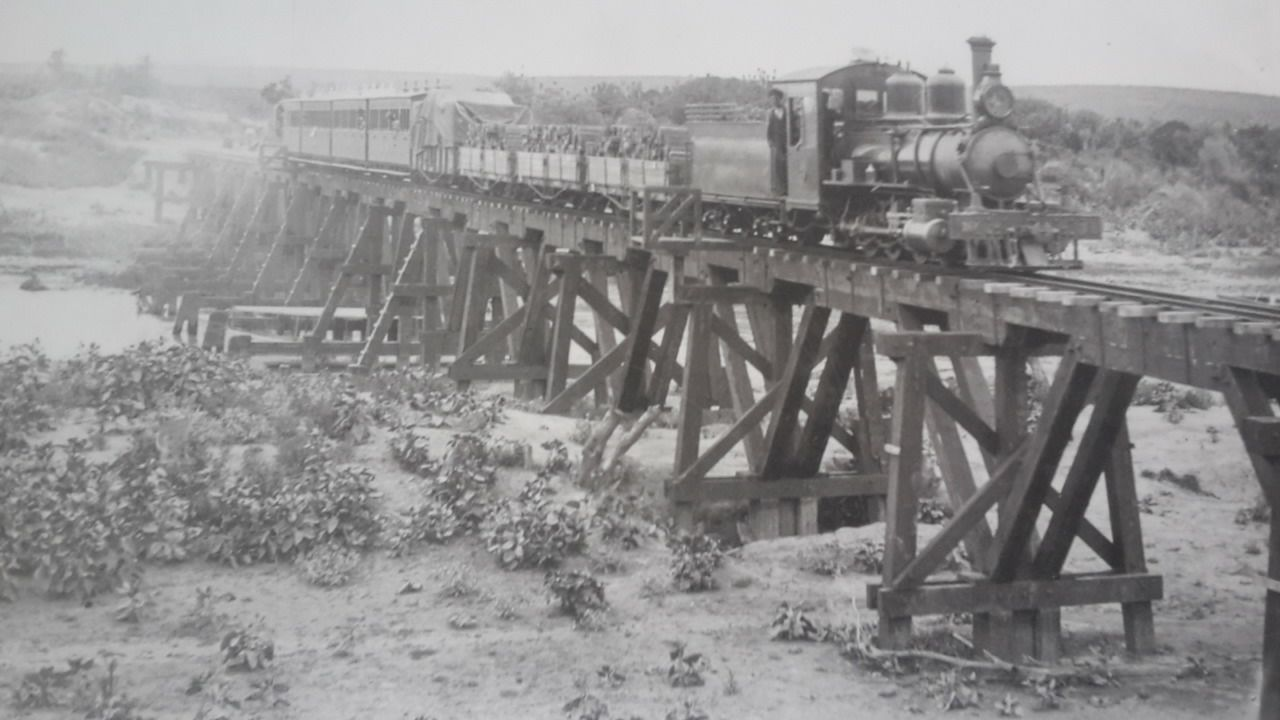
Pont sur le fleuve Gamtoos, ca. 1905, Avontuur Line, Afrique du Sud.

En 1877, après une grave période de sécheresse dans la région, le fleuve Gamtoos a été entièrement asséché. Paradoxalement lors des inondations d'octobre 1867, le niveau de l'eau, dans certaines parties du fleuve, a augmenté de 21 mètres.
Deux ponts enjambent le Gamtoos près de son embouchure dans la Kouga. Le pont d'origine de 180 mètres de longueur sur la route R102, fut ouvert en 1895 de manière à remplacer le ferry qui était en usage. Un pont moderne en béton a été érigé durant la construction de la RN 2 au début de l'année 1970.

## Écosystème
Le fleuve est inclus dans le périmètre géographique du parc national de Tsitsikamma, un parc national sud-africain situé dans la province du Cap-Occidental près de Plettenberg Bay. L'aire marine protégée (Marine protected area ou MPA) de Tsitsikamma  est la plus ancienne du Monde, car elle a été créée en 1964. Le parc couvre une superficie de  298 km2.

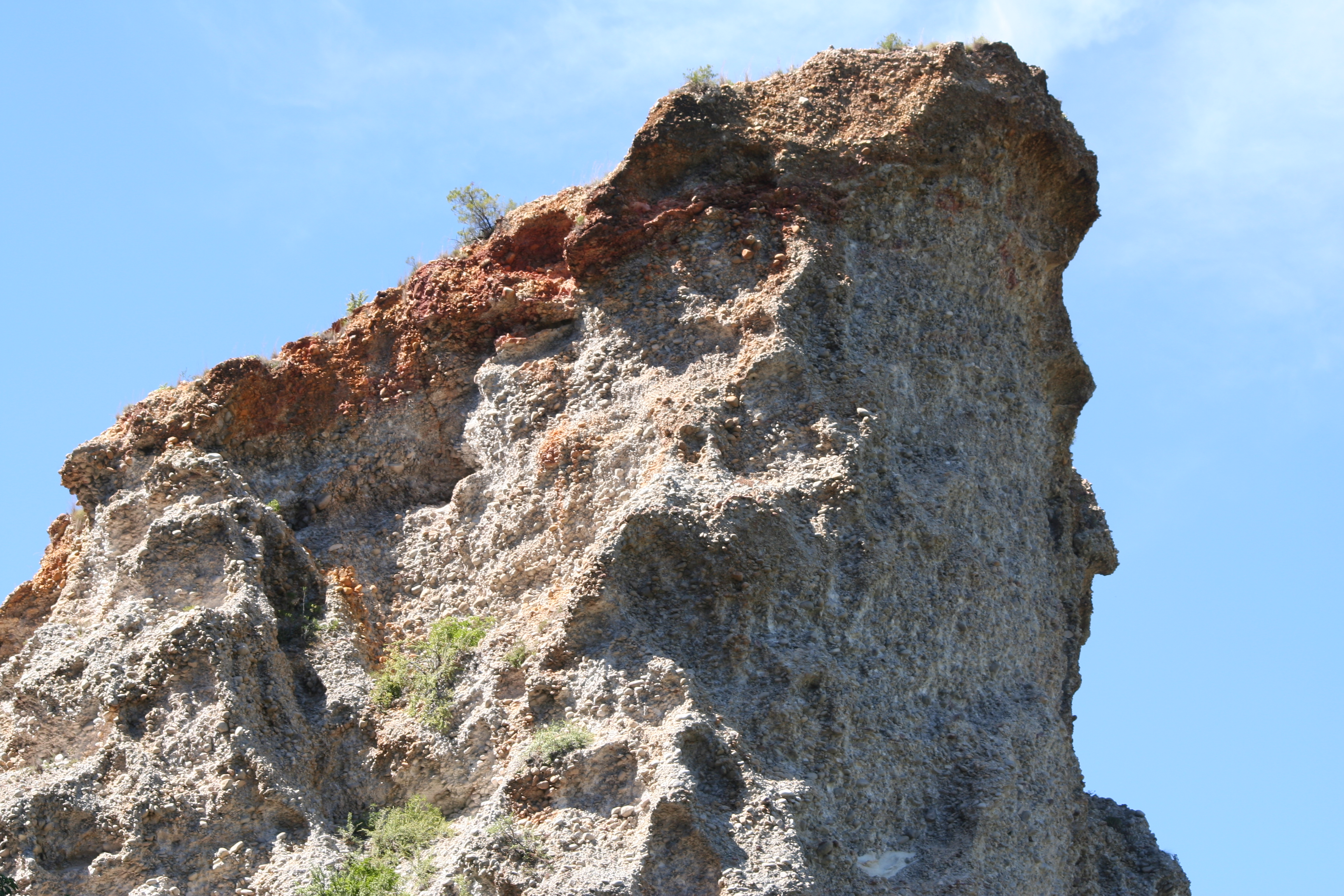
Conglomérat de dépôts alluviaux dans la vallée de Gamtoos, sur la R331 entre Patensie et le barrage de Kouga Cape-Gamtoos Valley-Alluvial Gravel01

En 1995, des "galaxies du Cap" (Galaxias zebratus), des poissons d'eau douce sud-africain de la famille des Galaxiidae , y ont été découverts. Il s'agit d'une espèce sud-africaine endémique de la région du Cap, qui se cantonne dans la rivière Krom et qui par la suite, s'est développée dans le fleuve Gamtoos . Certains de ces poissons se sont adaptés dans des ruisseaux de montagne limpides avec une faible teneur en sels minéraux, d’autres se sont développés dans les troubles ruisseaux des basses terres avec des forts taux de minéraux dissous .

## L'avenir compromis
Le 8 janvier 2015 un projet (qui fut rejeté), proposait l’ouverture d'une zone de pêche dans le parc national du Tsitsikamma. Cependant, le Ministère de l'Environnement Sud-Africain, espère toujours  ouvrir une zone de pêche de loisir, évaluée à 20 % dans la réserve.